# Aubigny (Somme)
Aubigny is een gemeente in het Franse departement Somme (regio Hauts-de-France) en telt 536 inwoners (1999). De plaats maakt deel uit van het arrondissement Amiens. In de gemeente ligt spoorwegstation Daours.

## Geografie
De oppervlakte van Aubigny bedraagt 9,8 km², de bevolkingsdichtheid is 54,7 inwoners per km². De belangrijkste arm van de Ancre mondt hier uit in de Somme.
De onderstaande kaart toont de ligging van Aubigny (Somme) met de belangrijkste infrastructuur en aangrenzende gemeenten.

## Demografie
Onderstaande figuur toont het verloop van het inwonertal (bron: INSEE-tellingen).